# Бийтбокс
Бийтбокс се нарича вокално изпълнение, възпроизвеждащо най-често ударни инструменти, скречове или различни музикални ефекти, които се срещат в популярните мелодии от музикалната сцена.
Най-старият елемент в хип-хоп културата води началото си от Ню Йорк през 1960-те години. Въпреки това за първи бийтбоксър е признат по-късно Дъг И. Фреш (Doug E. Fresh).
Бийтбоксът става известен към края на 1970-те, като е бил наричан „инструментала на бедния“, защото замествал ролята на ритъма при рап песните, изпълнявани в бедните квартали и гета. В началото той се изразявал в лесноизпълними и простоустроени симулации, но по-късно се превърнал в сложно изкуство, съчетаващо различни звуци и техники. Революция в бийтбоксинга предизвикват изпълнители като Rahzel и Kenny Muhammad.